# روبن ويلز
روبن ويلز (بالإنجليزية: Robin Wales)‏ هو سياسي بريطاني، ولد في 18 يناير 1955 في المملكة المتحدة. حزبياً، نشط في حزب العمال. وقد انتخب Mayor of Newham ‏.